# Erètnides
Els erètnides (Eretnaoğullari) foren una dinastia turcomongola que va governar a Sivas i Kayseri entre 1326 i 1381, primer com a governadors il-kànides (1326-1337) i després com a sobirans. El territori fou anomenat Beilicat d'Eretna. El nom prové del seu fundador, el turcomongol Eretna, governador de la zona (1326-1337) que va prendre el poder aprofitant l'enfonsament del poder il-kànida a l'Àsia Menor (1337-1343), amb suport mameluc i va dominar una àmplia regió (1343-1352) amb capital a Sivas. El beilicat abraçava Nigde, Aksaray, Ankara, Develi Kara Hisar, Darende, Amasya, Tokat, Mezifun, Samsun, Erzindjan, Sharki Karahisar i Sivas (que era la capital, encara que després va passar a Kayseri).
La seva dinastia va governar fins al 1381. El darrer emir va ser substituït pel seu visir Kadi Burhan al-Din que va regnar divuit anys més.

## Llista de sobirans
- Ala al-Din Eretna
- Mehmed I ibn Eretna
- Ala al-Din Ali Beg
- Mehmed II Celebi